# Sōtō-shū
Sōtō (japanisch 曹洞宗, Sōtō-shū) ist eine Richtung des Chan- und Zen-Buddhismus. Mit ca. 14.700 Tempeln und 8 Millionen Anhängern ist die Sōtō-Schule neben der Rinzai-shū und Ōbaku-shū die größte der drei japanischen Hauptrichtungen des Zen und eine der größten Gemeinschaften des Buddhismus in Japan überhaupt.

## Geschichte
Die Sōtō-Schule sieht ihre beiden Gründerväter in den chinesischen Chan-Patriarchen Tōzan Ryōkai (chin.: Dongshan Liangjie) und dessen Schüler Sōsan Honjaku (chin.: Caoshan Benji), aus deren Namen sich der Name der Schule ableitet (chin. Caodong).

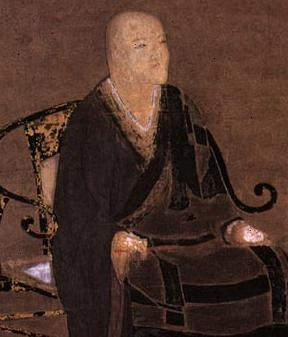
Dōgen Zenji, der als Gründer der Sōtō-Schule in Japan gilt.

Der japanische Zen-Meister Dōgen Kigen (1200–1253) übertrug die Tradition der Sōtō-Schule aus dem Kaiserreich China nach Japan und begründete mit dem Aufbau des Eihei-ji 1243 den ersten Haupttempel der Sōtō-Schule auf der Insel. Der zweite Haupttempel Sōji-ji wurde 1321 von Keizan Jōkin (1268–1325) eröffnet.
Dōgen war eigentlich ein Tendai-Mönch. Bereits mit 13 Jahren trat er als Novize in den Orden auf dem Berg Hiei ein und studierte später ab 1217 (zwei Jahre nach Eisais Tod) unter Eisais Dharma-Nachfolger Myōzen. Gemeinsam mit diesem reiste Dōgen nach China und lernte unter Rujing (jap. Tendo Nyojo) (1163–1228). Es wurde später geschrieben, er habe dort sowohl eine ungewöhnlich tiefe Einsicht als auch Erleuchtung erlangt. Über seine Aktivitäten nach der Rückkehr nach Japan 1227 ist wenig bekannt, er übernahm jedoch einige Jahre später einen von der Hauptstadt abgelegenen Tempel (den er später Kōshō-ji nannte) und richtete dort eine Meditationshalle nach neustem song-zeitlichen chinesischem Vorbild ein, die ihm mehr und mehr Besucher und Schüler brachte. In seinen Schriften ab dieser Zeit zeigen sich die Besonderheiten seiner Praxis und Lehre, etwa Shikantaza, Hishiryō, Shinjin datsuraku. Er setzte auch die Praxis des Zazen mit der Buddhaschaft gleich. Dōgen bezeichnet in seinen Schriften nur Myōzen (der in China starb) und Rujing als seine „senshi“ (früheren Lehrer).
Im Jahre 1244 verließ Dōgen den Kōshō-ji und zog auf Einladung einer lokalen Kriegeradels-Familie ins abgeschiedene Echizen. Das Kloster, das er dort übernahm und ausbaute, nannte er Eihei-ji „Tempel des ewigen Friedens“. Außer der Halle für Zazen übernahm Dōgen auch andere Bestandteile des Klosteraufbaus und der Mönchsorganisation aus Song-China. Er ordnete nach chinesischem Vorbild Riten für übernatürliche Wesenheiten des Klosters an.
Dass die Gründung neuer buddhistischer Schulen und Gruppen schnell von etablierten Kreisen aus als Häretik betrachtet werden konnte, zeigt das Schicksal der Daruma-shū, die Nōnin (nicht datiert) begründete. Ihr Kloster wurde von Sōhei (Mönchskriegern) vernichtet. Einige der versprengten Daruma-Mönche schlossen sich später Dōgen an und standen so in zwei Dharma-Traditionslinien. Unter einigen dieser direkten Schüler Dōgens lernte auch Keizan Jōkin, der den später wichtigsten Kopftempel Sōji-ji gründete. Keizan bezog sehr oft seine Laienunterstützer (lokale Landadelige und breitere Schichten des Volkes) in seine Überlegungen und Praktiken ein, indem er die strengen Lehren von Dōgen (wenngleich wir über dessen Verhältnis zur Laienschaft eben kaum etwas wissen, außer dass auch Dōgen angeblich übernatürliche Wunder bewirkte) abmilderte und verschiedene andere religiöse Bereiche integrierte. Hierzu gehören das Herbeiführen von diesweltlichen Wohltaten (genze riyaku), Bestattungen, Elemente der jeweiligen Lokalreligionen (z. B. die Berggottheit Haku-san) und allgemein in Japan verbreitete und zu diesem Zeitpunkt anerkannte Praktiken des mikkyō, also der Shingon- und der Tendai-Schule, sowie den weniger offiziell anerkannten, aber weitverbreiteten Gruppen von Bergasketen (Yamabushi →Shugendō).
Sōtō verbreitete sich in den folgenden Jahrhunderten sehr stark, oft indem sie unbesetzte Tempel und Schreine besetzten, lokale Kami, Geister und andere Wesenheiten exorzierten oder zum Dharma bekehrten. Von wenigen elitären Mönchen und Klöstern abgesehen, unterschieden sich die Praktiken bald kaum noch von denen anderer buddhistischer Schulen. Verschiedenste übernatürliche Wesenheiten wurden in den Klöstern von der Bevölkerung verehrt, die Mönche führten verschiedene Rituale (Zazen, Rezitationen, mikkyō-Praktiken u. ä.) durch, um genze riyaku, diesweltliche Wohltaten, auf die Laien und das Mönchswesen zu übertragen. Auch Bestattungen waren Hauptaufgabe der Klöster. Die Laienunterstützer des Sōtō waren größtenteils der lokale Kriegeradel in entlegeneren Gebieten, aber auch die dortige Bevölkerung. Entsprechend sind die Klöster von lokalen Einflüssen durchdrungen.
Die Stellung der Dharma-Traditionslinie war vermutlich der wichtigste Faktor der Identität der Sōtō-Schule. Wichtige, aus heutiger Sicht zentrale Texte (u. a. Kōan und Dōgens Werk), wurden wie andere Statusobjekte (Roben, shari-Relikte verstorbener Meister, viele Statuen) zunehmend geheim gehalten und nur in direkter Linie weitergegeben. In eigenen Veröffentlichungen der Schule steht, dass heutzutage nur in etwa 30 von rund 15000 Klöstern Trainingszentren für zazen existieren. Zazen wurde während der gesamten Geschichte Japans auch als mächtiges Ritual zur Ansammlung spiritueller Kräfte gesehen: Die drei Bitt-Tempel, an denen Japaner um diesweltliche Wohltaten bitten, gehören zu den wenigen Ausbildungszentren für zazen.

### Verbreitung in der westlichen Welt
Seit den 60er Jahren des zwanzigsten Jahrhunderts haben eine ganze Reihe japanischer Lehrer mit ihrer Missionstätigkeit die Lehren der Sōtō-Schule in westlichen Ländern verbreitet. Die berühmtesten waren: Suzuki Shunryū (1905–1971, USA), Taizan Maezumi (1931–1995, USA) und Taisen Deshimaru (1914–1982, Frankreich).

#### Shunryū Suzuki
Shunryū Suzuki (1905–1971) spielte eine zentrale Rolle dabei, Sōtō in den Westen zu bringen. Suzuki studierte an der Komazawa-Universität, der Sōtō-Zen-Universität in Tokio. 1959 kam Suzuki nach Kalifornien, um den Soko-ji zu betreuen, damals der einzige Sōtō-Tempel in San Francisco. Sein Buch Zen Mind, Beginner’s Mind ist zu einem Klassiker der westlichen Zen-Kultur geworden. Suzukis Lehre des Shikantaza und der Zen-Praxis führte zur Gründung des San Francisco Zen Center (SFZC), einer der größten und erfolgreichsten Zen-Organisationen des Westens. Das Ausbildungskloster des San Francisco Zen Center in Tassajara Hot Springs in Mittelkalifornien war das erste buddhistische Kloster, das außerhalb Asiens gegründet wurde. Heute umfasst das SFZC das Tassajara-Kloster, die Green Gulch Farm und das City Center. Verschiedene Zen-Zentren in den USA sind Teil der Dharma-Linie des San Francisco Zen Center und unterhalten enge organisatorische Beziehungen zu ihm.
Suzukis Assistent Dainin Katagiri wurde eingeladen, nach Minneapolis, Minnesota, zu kommen, wohin er 1972 nach Suzukis Tod zog. Katagiri und seine Schüler bauten vier weitere Sōtō-Zen-Zentren in Minneapolis-Saint Paul auf.

#### Taisen Deshimaru
Zen-Meister Taisen Deshimaru Rōshi (1914–1982), Schüler von Kodo Sawaki, kam 1967 nach Frankreich, wo er bis zu seinem Tod 1982 die Zen-Praxis lehrte. Er hinterließ eine große Schülerschaft, die bis heute wächst und mit verschiedenen Zen-Organisationen in ganz Europa vertreten ist. Deshimaru gründete 1970 die Gesellschaft Association Zen Internationale (AZI). Das 1971 in Paris gegründete Dōjō Pernety wurde zur Quelle der Verbreitung des Zen in Europa. 1974 gründete Deshimaru in der Nähe der Stadt Avallon in der ehemaligen französischen Region Burgund das erste Zen-Kloster. Der erste Zen-Tempel Europas, la Gendronnière, wurde 1980 von Deshimaru und seinen Schülern, im Zentrum Frankreichs (15 km von Blois entfernt), gegründet.

### Antai-ji

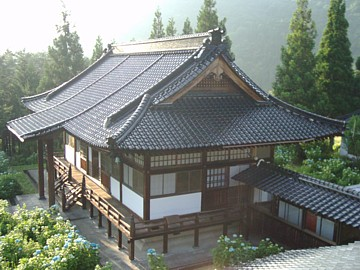
Antai-ji

Die auf dem Antaiji gründende Überlieferungslinie des Japanischen Zen-Meisters Kōdō Sawaki  (1880–1965) ist ebenfalls im Westen weit verbreitet. Sawakis Schüler und Nachfolger als Abt Kōshō Uchiyama war der Lehrer von Shōhaku Okumura, der die Sanshin-Zen-Gemeinschaft in Bloomington, Indiana, gründete, und sein Schüler Gudō Wafu Nishijima (1919–2014) war der Lehrer von Brad Warner.
Muhō Nölke (geb.1968), der neunte und erster deutscher Abt von Antai-ji. ist ein deutscher Zenmeister, Autor und Übersetzer, der zwischen 2002 und 2020 dem Kloster vorstand. In Deutschland ist er auch durch seine Übersetzungen der Werke Sawaki Kōdōs bekannt, dessen Traditionslinie er in Japan als Stammhalter vertritt. Muhō ist Autor von rund zwanzig Büchern in Deutsch und Japanisch, ist im Radio und Fernsehen sowie im Internet sehr präsent (Blog, YouTube, Twitter …) und leitet zunehmend Sesshins in Deutschland und der Schweiz.

### Houn Jiyu-Kennett
Houn Jiyu-Kennett (1924–1996) war die erste westliche weibliche Soto-Zen-Priesterin. Sie konvertierte in den frühen 1950er Jahren zum Buddhismus und studierte von 1962 bis 1963 in Sojiji, Japan. 1963 wurde sie Oshō, d. h. „Priester“ oder „Lehrer“. 1969 kehrte sie in den Westen zurück und gründete 1970 Shasta Abbey.

### Sōtō-Zen-Buddhistische Vereinigung
Die große Mehrheit der nordamerikanischen Sōtō-Priester schloss sich 1996 zur Soto Zen Buddhist Association zusammen. Obwohl die Soto Zen Buddhist Association institutionell unabhängig von der japanischen Sōtō-Schule ist, arbeitet sie eng mit ihr zusammen. Die Zen Buddhist Association verabschiedete auf ihrer Versammlung 2010 ein Dokument zur Ehrung der weiblichen Überlieferungslinie in der Zen-Tradition. Weibliche Vorfahrinnen, die aus Indien, China und Japan stammen und 2.500 Jahre alt sind, können künftig in den Lehrplan, die Rituale und die Ausbildung westlicher Praktizierender einbezogen werden.

## Lehre
Die Hauptlehre der Sōtō-Schule besteht in der Lehre von der immanenten Buddha-Natur aller Wesen sowie der Identität von Übung und Erleuchtung. In Unterscheidung zu den anderen buddhistischen Schulen des Mahayana wird in allen Schulen des Zen-Buddhismus ein größeres Gewicht auf die meditative Praxis gelegt – in der Sōtō-Schule speziell auf die Praxis des Zazen (Shikantaza: „nur Sitzen“). Weitere zentrale Begriffe der Sōtō-Schule sind Shikantaza und Hishiryo.

### Shikantaza
In der Sōtō-Schule des Zen ist Shikantaza, die Meditation ohne Objekte oder Inhalte, die wichtigste Form der Praxis. Der Meditierende strebt danach, sich des Stroms der Gedanken bewusst zu sein und ihnen zu erlauben, ohne Einmischung aufzutauchen und zu vergehen.
In Dōgens Werken finden sich umfangreiche textliche, philosophische und phänomenologische Begründungen für diese Praxis:
- In den ersten Werken, die er nach seiner Rückkehr nach Japan verfasste, den Fukan zazengi (Grundsätze für die universelle Förderung des Zazen) und Bendōwa (Unterscheidung des Weges), befürwortete er Zazen (sitzende Meditation) als die höchste buddhistische Praxis sowohl für Mönche als auch für Laien.[9]

- Weitere wichtige Texte zur Verbreitung von Zazen sind das Shōbōgenzō, die „Prinzipien des Zazen“[10] und die „Universell empfohlenen Anweisungen für Zazen“.

### Hishiryo
Hishiryo ist einer der wichtigsten Begriffe der Sōtō-Schule, um die geistige Haltung zu beschreiben, die man entwickeln muss, nachdem man eine korrekte Zazen-Haltung eingenommen hat. Bei dieser Geisteshaltung geht es nicht darum, die Gedanken abzuschneiden, sondern sie vorbeiziehen zu lassen, ohne sie zu qualifizieren. So heißt es laut Dōgen: „Denke nicht an ‚gut‘ und ‚böse‘“, urteile nicht über „richtig“ oder „falsch“. Dein Geist und Bewusstsein drehen sich im Kreis - lass sie zur Ruhe kommen. Hör‘ auf alles mit deinen Gedanken und Meinungen abzuwägen. Versuche auch nicht einen Buddha aus dir zu machen, gib dich nicht ab mit „Sitzen“ oder „Liegen“.

## Praxis

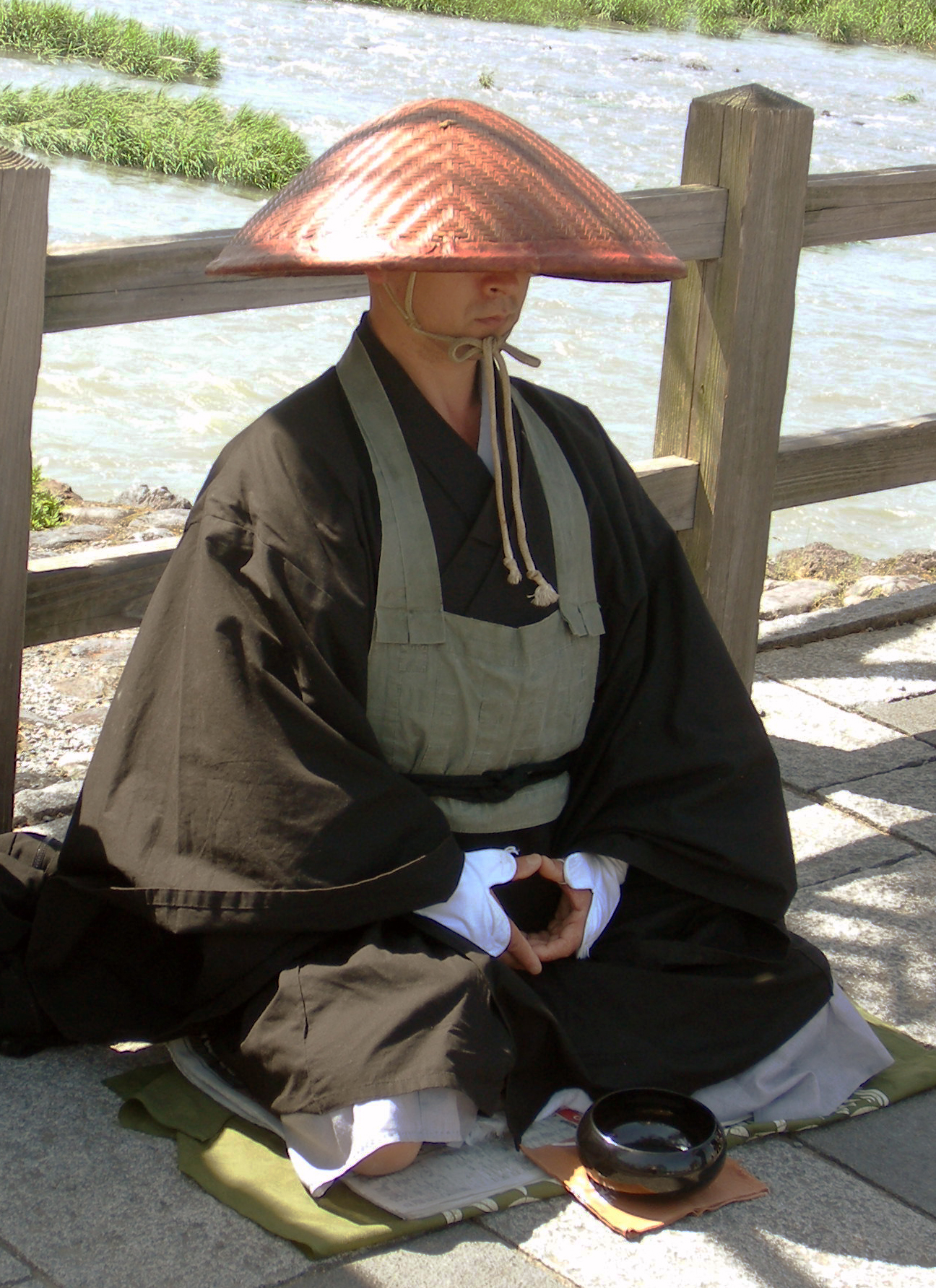
Mönch der Sōtō-Schule in Zazen

### Zazen
Im Mittelpunkt der Praxis des Sōtō-Zen steht Shikantaza oder Zazen, das einfache Sitzen: Man sitzt auf einem Kissen (Zafu) zumeist im Lotossitz (kekka fuza), bei dem die Beine so gekreuzt sind, dass die Füße auf den Oberschenkeln liegen. Das Zafu sorgt dafür, dass eine aufrechte Position erhalten bleibt. Das Becken ist dabei ein wenig nach vorne gekippt, so dass die Wirbelsäule gerade ist. Der Kopf wird so gehalten, dass das Kinn herangezogen wird. So wird die Nackenwirbelsäule gestreckt. Die auf dem Boden aufliegenden Knie bilden mit dem durch das Zafu erhöhte Gesäß eine stabile Position. Gegebenenfalls sitzt man auch im halben Lotossitz (hanka fuza), bei dem nur ein Fuß auf dem Oberschenkel des anderen Beines liegt. Oder man sitzt im Fersensitz (seiza) ohne Zafu. Die Hände liegen im Mudra der Meditation über dem Schoß etwa in der Höhe des Bauchnabels. Die Daumenspitzen berühren sich leicht und die Daumen bilden eine gerade Linie. Dies ermöglicht die Kontrolle der Aufmerksamkeit während des Zazen: Kippen die Daumen nach vorne oder nach unten, so ist man schläfrig (Konchin), wenn die Daumen mit der Zeit angespannt werden und nach oben zeigen, so ist man verkrampft (Kenhen). Beides sind Kennzeichen der Unkonzentriertheit. Während des ganzen Zazen ist man stets bemüht, immer wieder zur Haltung zurückzukehren, und damit den Geist zurückzuholen und nicht irgendwelchen Gedanken nachzuhängen. Durch fortwährende Übung von Beobachtung und Konzentration öffnet sich das Bewusstsein. Das Hishiryō-Denken („Denken aus dem Grunde des Nicht-Denkens“) kann erscheinen. Zazen wird unterschiedlich lange betrieben, meist in zwei Perioden von etwa 30–50 Minuten.

### Kinhin
Ein weiterer Punkt der Praxis im Sōtō-Zen ist das Kinhin, die Meditation im Gehen: Man geht pro Atemzug einen Schritt. Beim Einatmen schreitet man entschlossen nach vorne. Ein Schritt ist nur etwa einen halben Fuß breit. Beim Ausatmen verlagert man das gesamte Gewicht auf den vorderen Fuß. Die Fußsohlen beider Füße bleiben auf dem Boden. Der vordere Fuß bildet mit Wirbelsäule und Kopf eine Linie. Man streckt den Scheitel gegen den Himmel und den vorderen Fuß gegen die Erde. Die Arme werden vor dem Körper so gehalten, dass die linke Hand eine Faust bildet, welche von der rechten Hand umschlossen wird. Die Hände werden gegeneinander in Höhe des unteren Brustbeins gehalten, die Ellenbogen zeigen zur Seite. Im Mittelpunkt beim Kinhin steht das Ausatmen, man atmet ruhig und langsam aus. Das Einatmen erfolgt dann automatisch, begleitet vom nächsten Schritt. Kinhin wird in der Regel etwa fünf Minuten gemacht und findet zwischen zwei Zazens statt.

### Gasshō

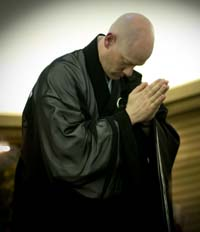
Gasshō

Gasshō (合掌, Handflächen zusammen, aneinandergelegt) ist ein im japanischen Buddhismus verwendete symbolische Handgeste (mudrā). Vor nahezu jeder Handlung beim Zazen wird Gasshō praktiziert. Dabei werden die Handflächen aneinandergelegt, und man verbeugt sich kurz. Diese Praxis bewirkt ebenfalls, dass sämtliche Handlungen bewusst werden.
Im Zen-Buddhismus wird Gasshō zur Begrüßung verwendet. Es handelt sich um eine Verbeugungsgeste, die Gruß, Dankbarkeit, Verehrung ausdrückt und bei der die Hände auf Brusthöhe aneinandergepresst werden, wobei die Arme oft waagerecht liegen. Im Zen markiert diese Geste auch die Nicht-Dualität, die Einheit aller Phänomene. Als solche drückt sie die wahre Natur der Wirklichkeit aus.
Traditionell ist die linke Hand Buddha und die rechte Hand das Ich. Beide Hände werden beim Gasshō Eins. Die Verneigung wird mit Respekt für alle Lebewesen und im Geist der Einheit mit den anderen Menschen praktiziert und ist Ausdruck von Zazen.

### Weitere Aspekte der Praxis
- Während des Zazen werden gelegentlich Kyōsaku verwendet. Ein Kyōsaku, übersetzt etwa Stab der Erweckung, ist ein vorne abgeflachter Holzstab. Der Leiter des Zazen oder ein Gehilfe benutzt diesen Stab, um durch kurze kräftige Schläge auf die Schultern (die Muskelstränge rechts und links der Wirbelsäule, nicht auf die Schulterblatt-Knochen selbst) bei den Übenden die Konzentration wiederherzustellen bzw. zu erleichtern. Dies ist keineswegs eine Bestrafung, denn Kyōsaku wird nur gegeben, wenn der Übende selbst darum bittet, indem er in Gasshō-Haltung verharrt. Die Schläge auf die Schultern bewirken ein Wachwerden, eine Erhöhung der Konzentration. Man fixiert im Geist die Punkte auf den Schultern.
- Kusen werden die Unterweisungen genannt, die der Meister oder Godō während des Zazen gibt, um den Geist zu führen.
- Mondō (jap.問答), öffentlicher Zen-Dialog zwischen Meister und Schüler, in dem es um essentielle Probleme des Lebens geht.[17]
- Ōryōki (jap. 応量器) oder Hatsutara (jap. 鉢多羅; Sanskrit Pātra) wörtlich „dem Anlass angemessen“, ist eine kontemplative, ritualisierte Form des gemeinsamen Essens in tiefer Stille.
- Sanpai (jap.) „San“ bedeutet „drei“ und „pai“ ist die Niederwerfung. Rituelle Niederwerfungen die die tiefe Achtung und Dankbarkeit zum Ausdruck bringen.[18]
- Teishô (jap. 法語), wörtlich „Darlegung der Zen-Erfahrung durch einen Zen-Meister.“

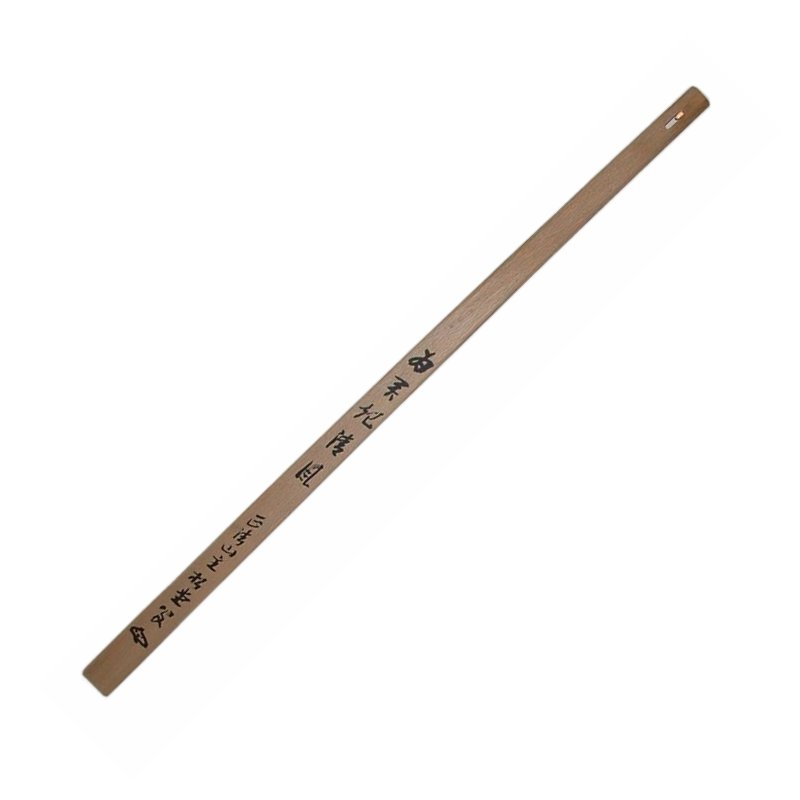
Keisaku (警策) ist ein lattenähnlicher Stock, mit dem Übende während längerer Meditationen zwei bis drei Schläge auf die Schultermuskulatur erhalten, um Verspannungen zu lösen und wach zu bleiben.
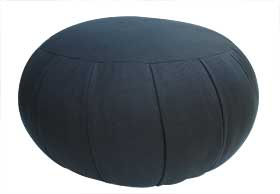
Zafu (座蒲) ist ein traditionelles Kissen zur Sitzmeditation.
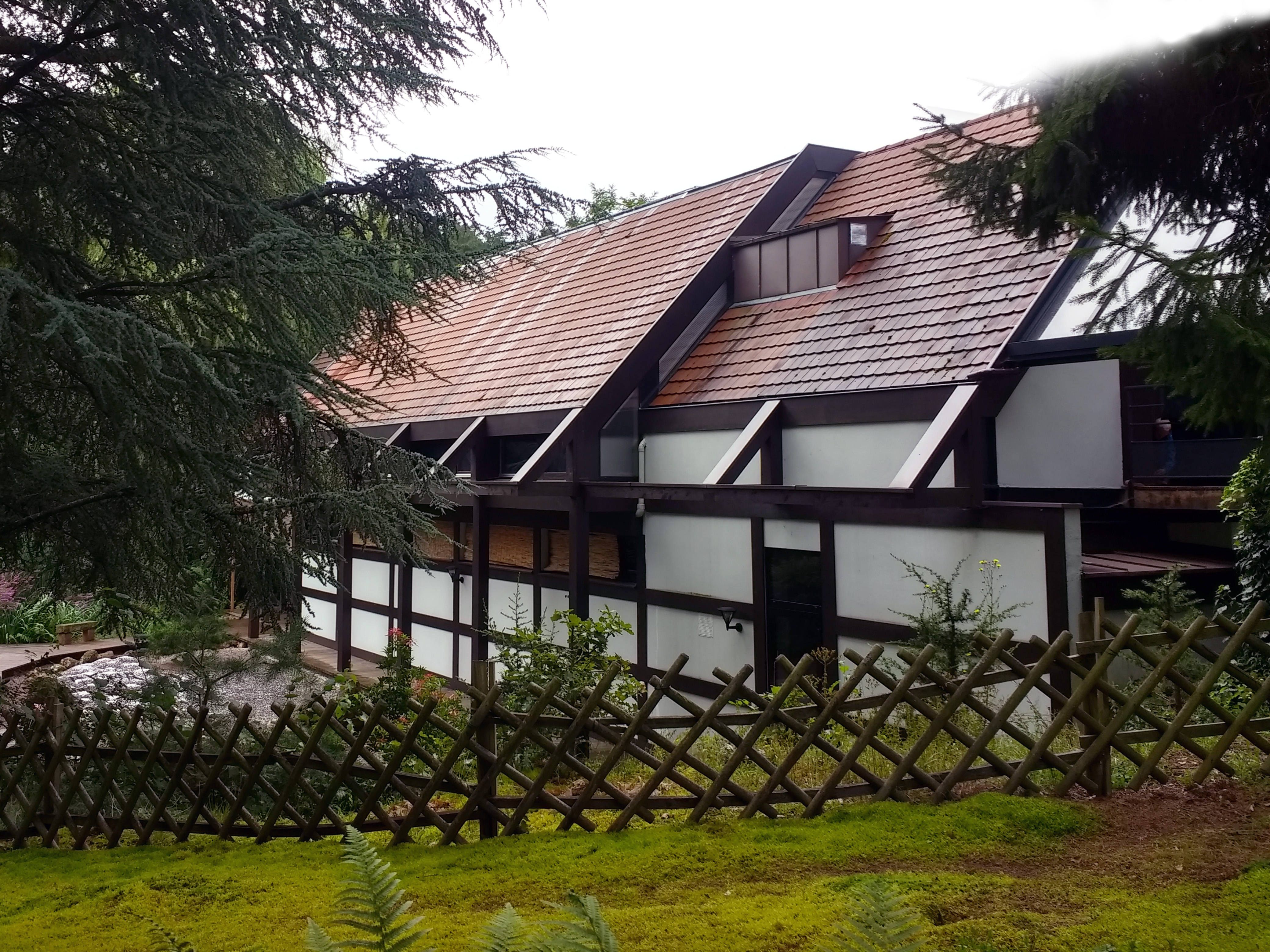
Zendō (禅堂) ist ein Raum oder eine Halle für die gemeinschaftliche Zen-Meditation, auch Dōjō genannt. Zendo des Zen-Tempels Kosan Ryumonji
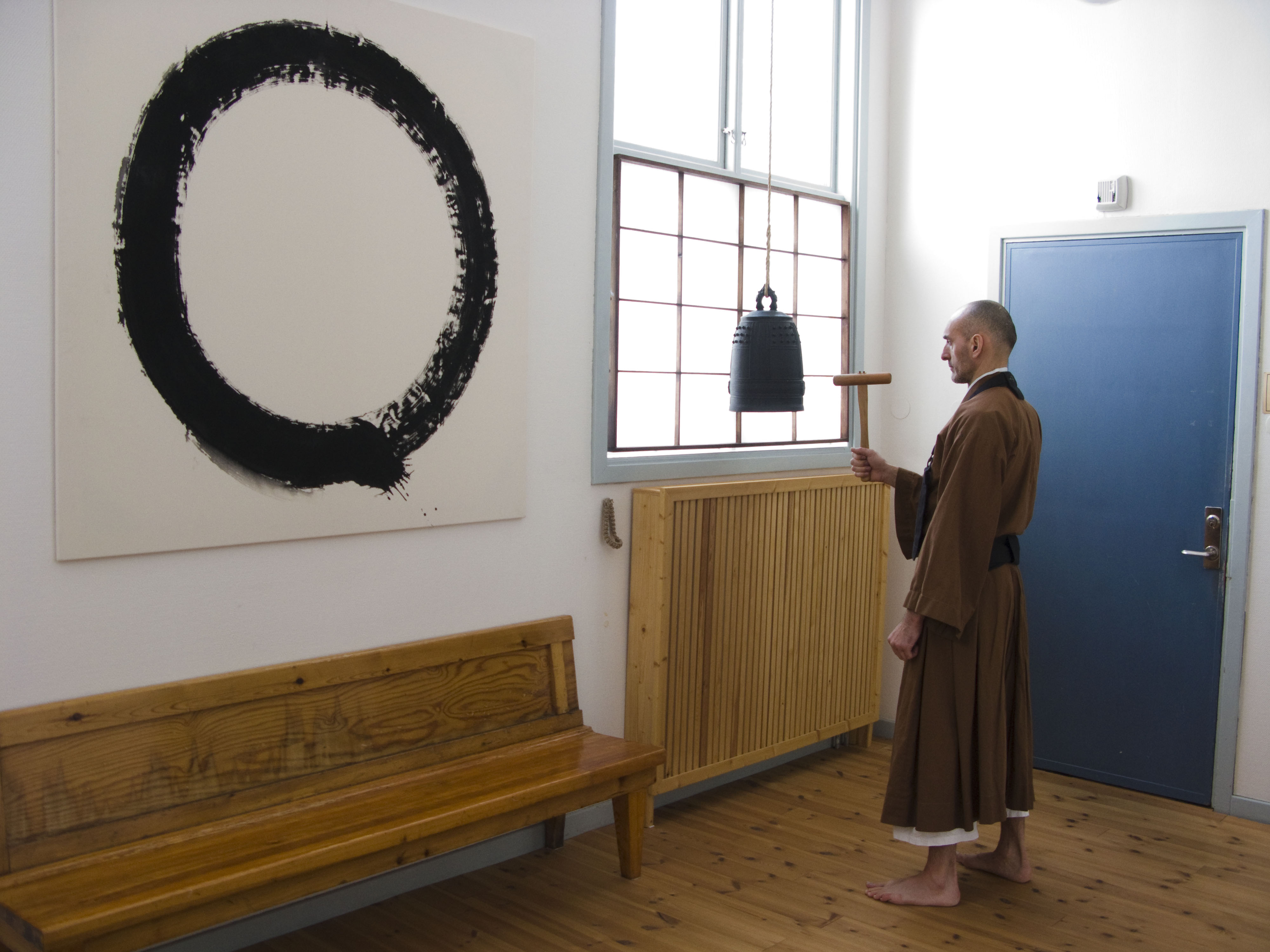
Das Schlagen der Hansho-Glocke dient zur Strukturierung der Zeit während einer Übung.
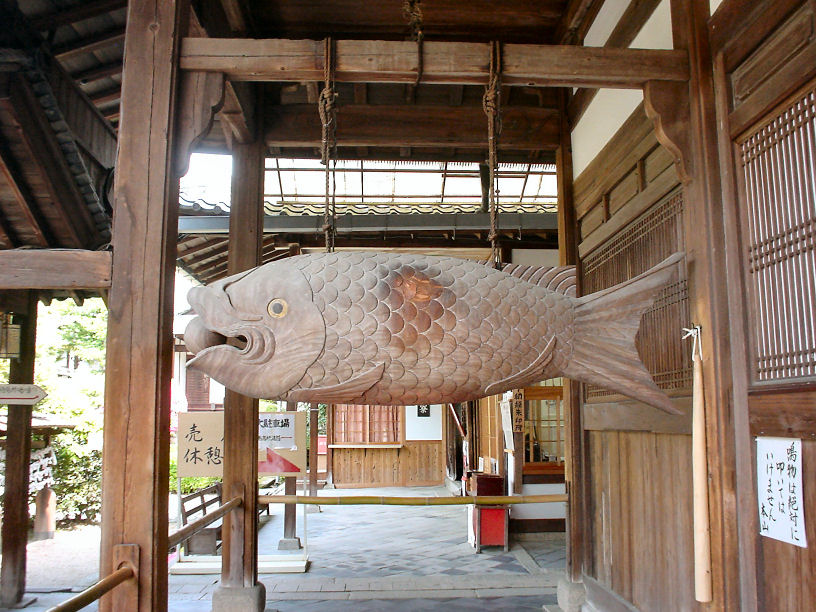
Der Klang des Holzfisches (jap. mokugyo 木魚) signalisiert den Beginn und das Ende einer Meditationseinheit.
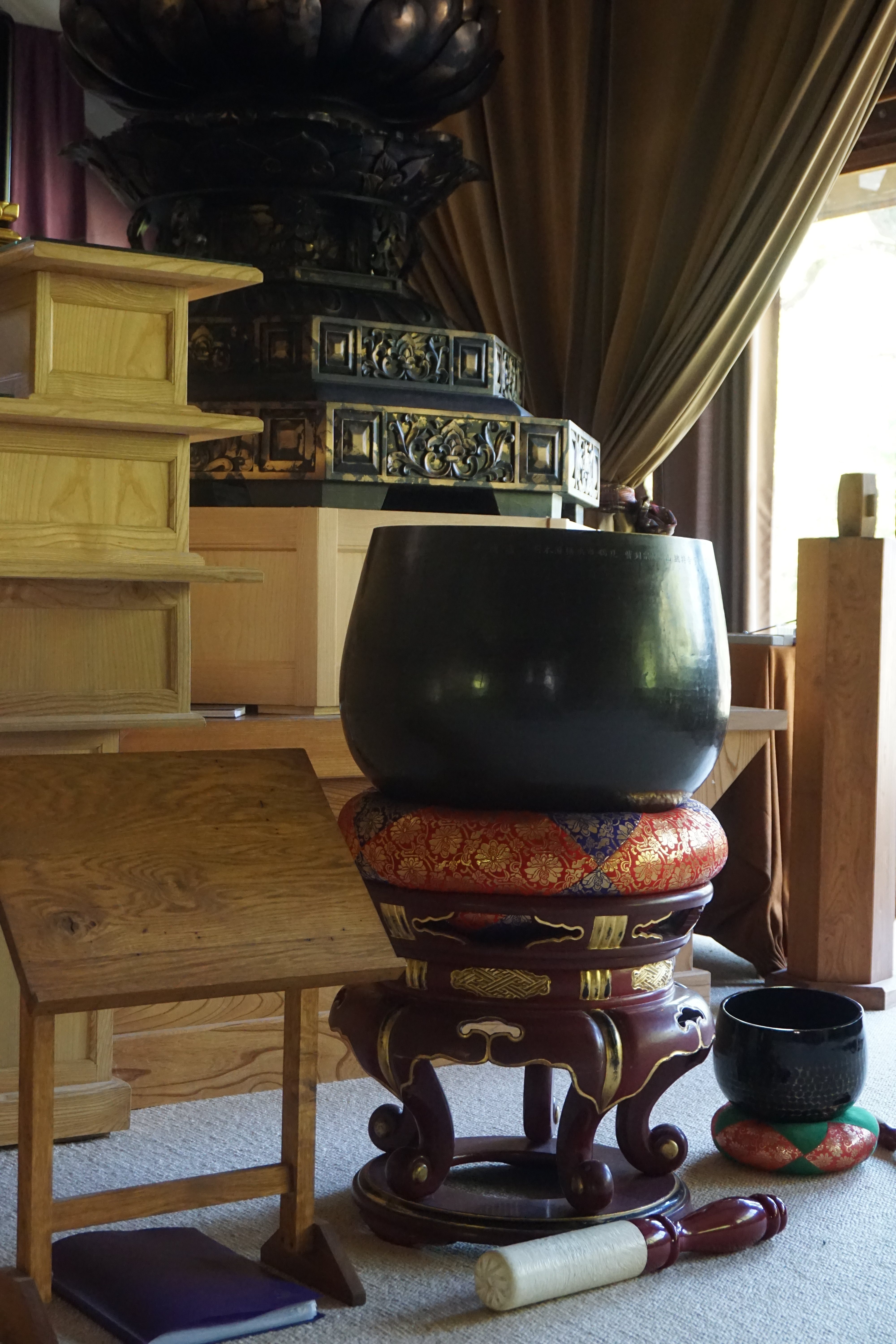
Die Klangschalen signalisieren den Beginn des Zazen und des Kinhin und begleiten das Rezitieren von Sutren.
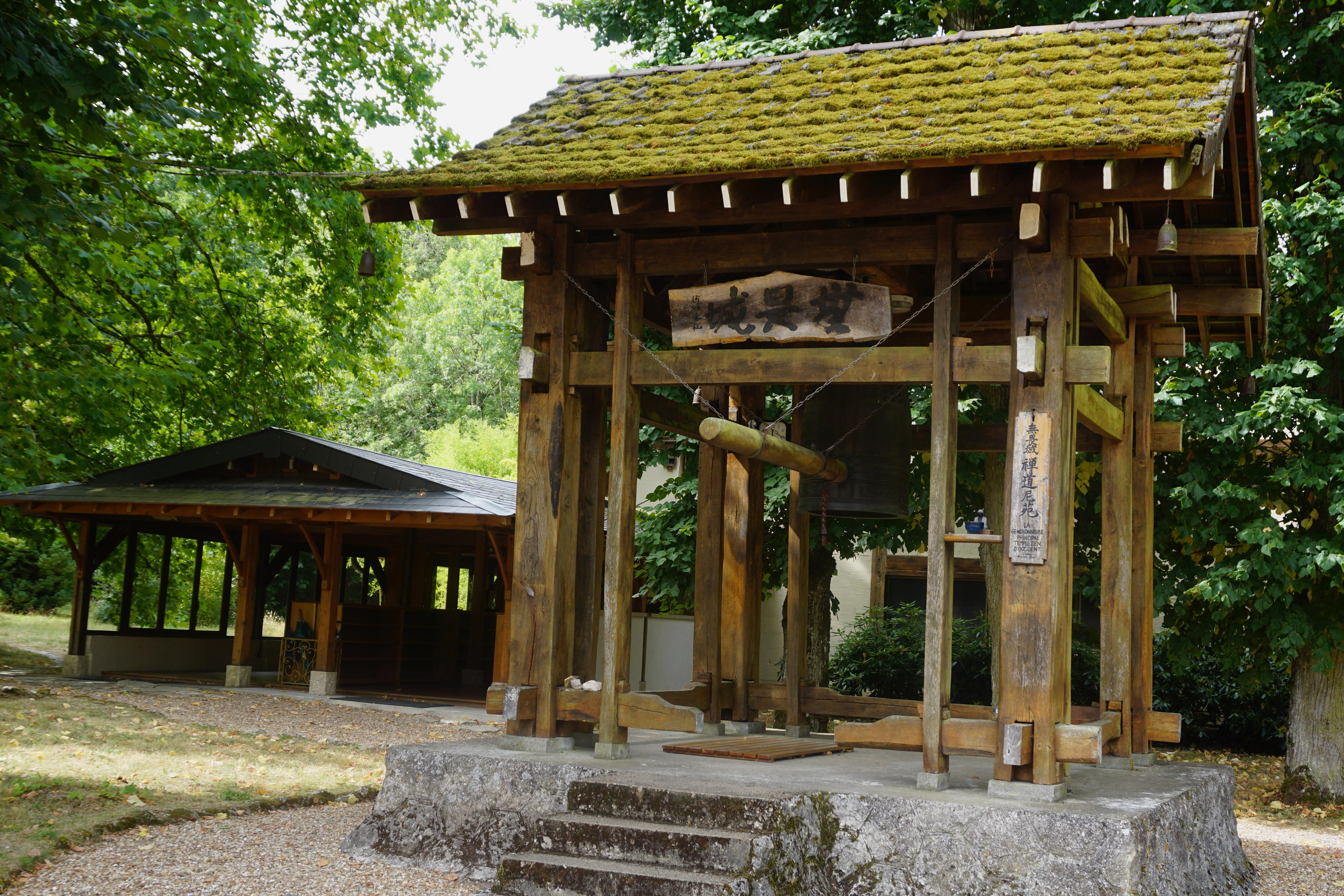
Bonshō (梵鐘, buddhistische Glocken), sind große Glocken, die dazu dienen Zeiträume zu markieren. Bonshō des Zen-Tempels La Gendronnière bei Blois.

## Zeremonie
Unter den buddhistischen Texten, die im Soto-Zen rezitiert und studiert werden, ist besonders das Herz-Sutra (jap. Hannya Shingyō) zu nennen. Außerdem werden in Zeremonien Sutras (jap. kyo), Dharanis (darani), Traktate (ron), Ekos (eko mon) und Verse (ge, mon) verwendet, z. B.
- Daishin Dharani
- Sho Sai Myo Kichijo Dharani
- Hokyozanmai
- Sandokai
- Shodoka (von Yôka-Daishi)
- Fukanzazengi (von Dōgen)
- Myohorengekyo Kanzeonbosatsu Fumonbonge
- Myohorengekyo Nyorai Juryohonge
- Sangemon
- Sankiraimon
- Shiguseigan.

Eine Zeremonie wird vom Doshi geleitet, der einen Kotsu, eine Art hölzernes Zepter trägt. Während der Zeremonie wird unter anderem Sampai, eine dreifache Niederwerfung und Sutra-Rezitation geübt. Der Doshi wird begleitet vom Jisha, der ein Inkin, eine kleine Handglocke, die mit einem Messingstab geschlagen wird, bedient. Der Jikko assistiert beim Zutragen des Räucherstäbchens. Der Fukudo schlägt das Mokugyo (japanisch „Holzfisch“) und gibt damit den Takt bei der Sutra-Rezitation vor. Außerdem wird ein Keisu, eine größere Glocke, während der Zeremonie an bestimmten Stellen geschlagen.

### Tempel

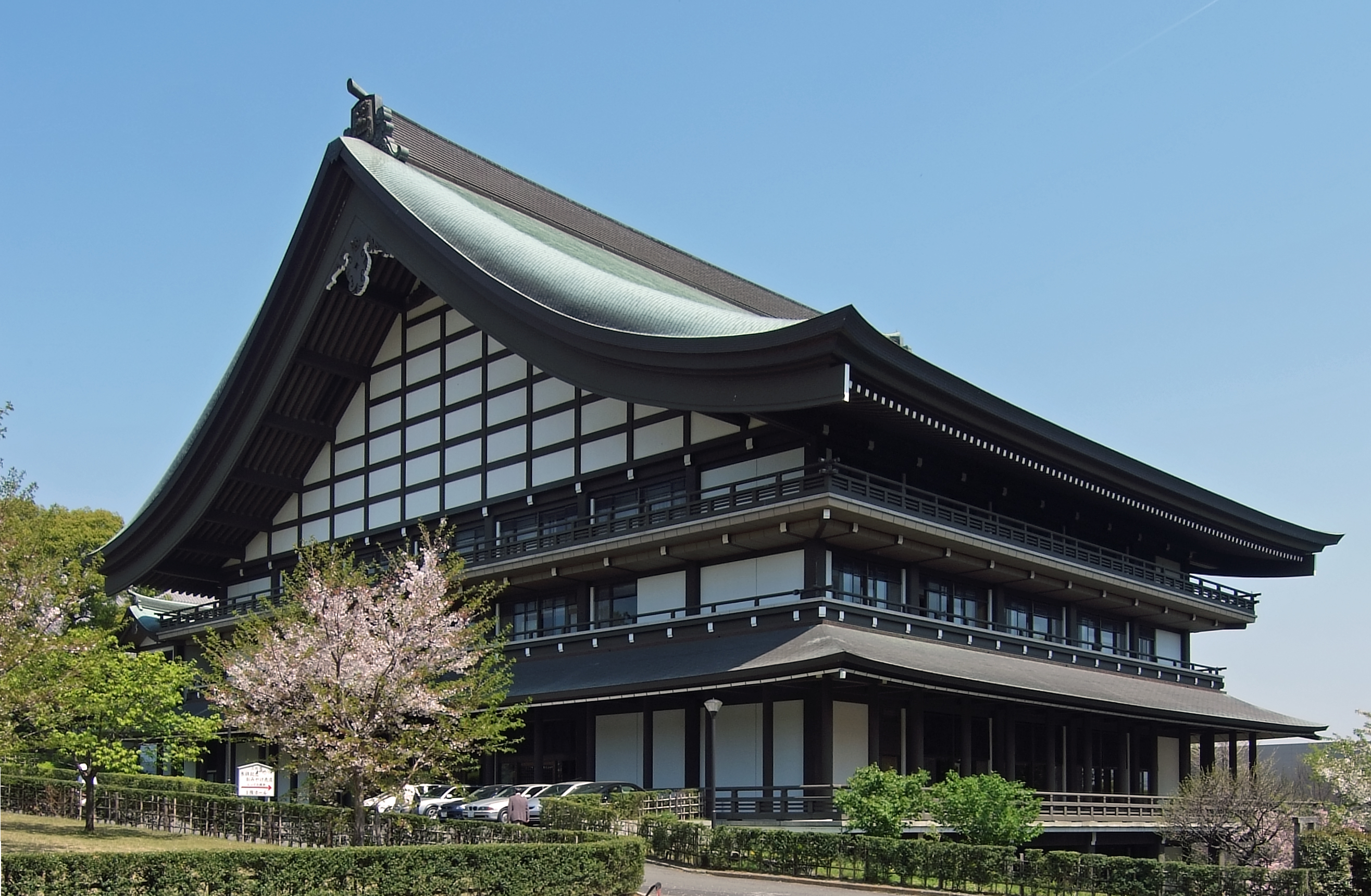
Sōji-ji Sanshokaku 2009

Die heutige Sōtō-shū hat vier Klassen von Tempeln:
- Honzan (本山), Haupttempel, nämlich Eihei-ji und Sōji-ji;
- Kakuchi, Lehrklöster, in denen mindestens einmal im Jahr ein ango (neunzigtägige Klausur) stattfindet;
- Hōchi, Dharma-Tempel;
- Jun hōchi, gewöhnliche Tempel.

Obwohl der Eihei-ji seine Existenz Dōgen verdankt, hatte dieser Haupttempel im Laufe der Geschichte deutlich weniger Untertempel als der Sōji-ji. Während der Tokugawa-Periode hatte der Eiheiji etwa 1.300 Filialtempel im Vergleich zu den 16.200 des Sōji-ji. Darüber hinaus bezeichnen sich von den mehr als 14.000 Tempeln der Sōtō-Linie heute 13.850 als Angehörige des Sōji-ji. Außerdem sind die meisten der 148 Tempel, die heute zu Eiheiji gehören, nur kleinere Tempel in Hokkaido, die während der Kolonialisierung in der Meiji-Zeit gegründet wurden. Daher wird oft gesagt, dass Eiheiji nur in dem Sinne ein Haupttempel ist, dass er das Oberhaupt aller Sōtō-Dharma-Linien ist.

## Moderne
Die Soto-shū hat in den letzten Jahren auch im Ausland praktizierende, nicht-japanische Mönche und Nonnen mit einer „Lehrerlaubnis für den westlichen Weg“ ausgestattet (Dendokyoshi). Diese Ausbildung ist verbunden mit einem mehrmonatigen Studienaufenthalt in Japan, traditioneller Praxis in einem Sodo, allen Aspekten der Zen-Praxis in Japan und Zeremonien, in denen die Dendokyoshi symbolisch für jeweils einen Tag Abt von Sōji-ji und Eihei-ji werden. Außerdem werden die Dendokyoshi aus Amerika und Europa regelmäßig zu Tokubetsu-Sesshins eingeladen, bei denen Aspekte der Sōtō-Zen-Praxis studiert werden.
Die Sōtō-shū trägt mit dieser Ausbildung der Tatsache Rechnung, dass Zen-Praxis im Westen notwendigerweise anders organisiert ist als in Japan, wo „Zen-Mönch sein“ ein Hauptberuf ist (auch mit Familie), wohingegen in Europa Mönche und Nonnen in den meisten Fällen einen normalen Beruf, soziales Leben, Familie und Zen-Praxis koordinieren müssen und jahrzehntelange Erfahrung in Zen-Praxis außerhalb Japans erlangt haben.

### Zen-Meisterinnen und -Meister der Moderne
Philippe Coupey (geb. 1937) lehrt in über dreißig Dōjōs in Frankreich, Deutschland, England und der Schweiz.
Jiko Simone Wolf (geb. 1940) gründete 1982 das Zen-Zentrum von La Chaux-de-Fonds in der Schweiz und 2009 den Ryokuinzan-Kōsetsu-ji-Tempel in der Nähe von La Chaux-de-Fonds. Sie verbreitet Sōtō-Zen hauptsächlich in der Schweiz sowie im Zen-Tempel La Gendronnière.
Dagmar Doko Waskönig (geb.1943) ist Kunsthistorikerin und buddhistische Lehrerin. Sie leitet seit 1983 das Zen-Dōjō Shobogendo in Hannover und gehört als Nonne der vietnamesischen Pagode Viên Giác, einem Zentrum vietnamesischer Buddhisten in Deutschland, an.
Roland Yuno Rech (geb. 1944), leitet den Tempel Gyobutsu-ji in Nizza (Frankreich) und Sesshins in mehreren Ländern, vor allem in Frankreich, Belgien, Deutschland und Italien.
Missen Michel Bovay (1945–2009), leitete das Zen-Dōjō Zürich (Schweiz), den Tempel Muijo.
Fumon Shōju Nakagawa (geb. 1947) ist japanischer Soto-Priester und Abt des Klosters Daihi Shobozan Kosho Fumonji in Eisenbuch im Landkreis Altötting (Deutschland).
Laure Hosetsu Scemama (geb. 1948) ist Gründungsmitglied des Klosters Kanshoji (Dordogne) und gründete 2003 das Zen-Zentrum Limoges (Frankreich). Sie unterrichtet in Frankreich sowie anderen Ländern und ist stellvertretende Äbtissin des Klosters Kanshoji (Frankreich).
Olivier Reigen Wang-Genh (geb. 1955), das Dōjō von Straßburg (Frankreich) wurde unter seiner Leitung zum regionalen Zentrum, das große Retreats in den Vogesen organisierte. Er gründete 1999 den Tempel Kosan Ryumon Ji in Weiterswiller (Elsass) und war Präsident der Buddhistischen Union Frankreichs.
Ludger Tenryu Tenbreul (geb. 1956) lehrt im Tempel Mokushozan Jakkoji in Schönböken (Deutschland) und im Shogozan Zenkoji in Berlin.
Muhō Nölke (geb.1968) ist ein deutscher Autor und Übersetzer, der zwischen 2002 und 2020 dem japanischen Kloster Antai-ji in der Präfektur Hyōgo als neunter Abt vorstand. In Deutschland ist er auch durch seine Übersetzungen der Werke Sawaki Kōdōs bekannt, dessen Traditionslinie er in Japan als Stammhalter vertritt.
Kankyo Tannier (geb. 1974 in Paris als Isabelle Tannier Lorca) ist eine französische Zen Meisterin, buddhistische Nonne und Lehrerin der Sōtō-shū Referentin und Autorin. Sie gründete und leitet das Zentrum für Zen-Meditation in Luxemburg (Centre Méditation Zen du Luxembourg).